# توبو، ابرا
توبو، ابرا (به لاتین: Tubo, Abra) یک سکونتگاه مسکونی در فیلیپین است که در آبرا (فیلیپین) واقع شده‌است.

## خصوصیات
توبو ۴۰۹٫۸۷ کیلومترمربع مساحت و ۵٬۷۱۹ نفر جمعیت دارد.